# Diplotropis martiusii
Diplotropis martiusii är en ärtväxtart som beskrevs av George Bentham. Diplotropis martiusii ingår i släktet Diplotropis och familjen ärtväxter. Inga underarter finns listade i Catalogue of Life.